# Black (jogo eletrônico)
Black é um jogo de tiro em primeira pessoa desenvolvido pela Criterion Games e publicado pela Electronic Arts para PlayStation 2 e Xbox. O jogo é notável por sua ação altamente estilizada, bem como por sua qualidade de som e foco em efeitos destrutivos durante o jogo.

## Jogabilidade
A jogabilidade de Black é essencialmente de um jogo de tiro em primeira pessoa direto. Os jogadores só podem carregar duas armas por vez; portanto, é necessária estratégia na escolha de armas, com armas com características diferentes. O jogador também pode carregar granadas, que podem ser lançadas sem troca de armas. Minas terrestres e granadas podem ser detonadas prematuramente, atirando nelas.
O jogo é baseado em missões, com cada missão separada por um vídeo em live-action. Em dificuldades mais altas, há mais objetivos que devem ser concluídos antes que o jogador possa progredir. Esses objetivos extras envolvem a coleta de vários documentos de inteligência, projetos ou a destruição de partes do ambiente. Tudo isso é indicado pela mudança de cor da mira no HUD quando o jogador aponta para o objeto relevante.
A conclusão bem-sucedida dos objetivos em todas as missões em todas as dificuldades acima de 'Easy' resulta na concessão de Armas de Prata (balas infinitas) e no desbloqueio da M16-A2 (um rifle M16 com acessório lançador de granadas de 40 mm) como a arma padrão inicial com granadas de 40 mm infinitas. Quando desbloqueados, esses recursos são permanentes e não podem ser removidos até o início de uma nova história.

## Enredo
O enredo de Black acontece na Inguchétia e na Chechênia, na Rússia. O protagonista é um agente de operações Black da CIA, o sargento de primeira classe Jack Kellar (interpretado por Marty Papazian). Kellar conta a maior parte da história em primeira pessoa em um interrogatório quatro dias após o início dos eventos.
Kellar é um membro inadequadamente disciplinado de uma unidade de operações da CIA e um veterano de vários conflitos, incluindo Guatemala, Colômbia, Irã e Croácia. O interrogador desconhecido (interpretado por Paul Pape) questiona Kellar sobre uma operação de contrabando de armas e terroristas chamada Sétima Onda (Seventh Wave), que foi responsável por vários ataques terroristas. Kellar é informado de que, a menos que ele coopere, ele e suas ações serão desclassificadas, o que significa que ele será condenado em tribunal conjugal, desonrosamente dispensado e preso pelo resto da vida. Embora inicialmente resistente, Kellar finalmente concorda em contar sua história.
Quatro dias antes, Kellar e sua unidade militar estavam atacando uma fortaleza da Sétima Onda nas ruas da cidade de Veblensk. Kellar mata três membros de alto escalão da célula, mas desobedece às ordens, correndo para dentro de um prédio controlado por terroristas, onde um terrorista o embosca. No entanto, o homem não matou Kellar, que soube que ele é um americano, William Lennox, um ex-agente de redes da CIA. Depois de fingir sua própria morte em Cairo, Lennox aparentemente se tornou o líder da Sétima Onda.
A próxima missão de Kellar é atravessar a fronteira em Treneska e atravessar o Canal Vlodnik, destruir uma base e um esconderijo de armas e se reunir com uma soldado de operações Black chamada MacCarver (dublada por Cree Summer), comandante da Equipe Bravo de operações Black, em uma fazenda no meio da floresta. As coisas não saem como planejado; no entanto, Kellar defende e limpa a casa e as construções do inimigo na fazenda e depois se reúne com MacCarver.
Kellar e MacCarver começam uma missão para destruir uma fábrica de armas na cidade de Nazran. Para completar com segurança a missão, eles devem navegar por um antigo cemitério e passar pela cidade em ruínas, ambos fortemente defendidos por terroristas. Depois, atacam a fundição de ferro (fábrica de aço) da cidade, destruindo sua capacidade produtiva. Os dois agentes Black encontram um terceiro membro da equipe, Solomon.
Com as informações sobre a posição de Valencio, um dos quatro chefes da Sétima Onda, que está escondido em um asilo em Tivliz. A equipe decide atacar o pátio do asilo com Kellar apressado, apesar de Solomon ter protestado que sua ordem era manter a posição. Kellar encontrou Valencio depois de explodir um ninho de metralhadora de concreto dentro do asilo e interrogou Valencio brevemente pela localização de Lennox por eletrocussão e ameaçou ferir sua esposa e filhos.
Com base nas informações coletadas da missão, a Equipe Bravo se muda para um estaleiro (porto) bem defendido, limpando a área e se conectando com à Equipe Alpha. A Equipe Alpha, no entanto, é destruída em uma emboscada enquanto Lennox escapou segundos antes. À luz do resultado desastroso, a operação também é cancelada. Apesar desses eventos, Kellar lidera um ataque de retaliação contra a ponte Graznei enfrentando ordas de inimigos antes de deixar sua equipe nos portões do complexo de Lennox no final da ponte para penetrar com sucesso nas defesas ao redor e dentro do Spetriniv Gulag. Durante o ataque, Kellar desencadeia uma explosão resultante da destruição de duas barricadas de concreto e subsequentes explosões na sala final do bunker subterrâneo, presumivelmente matando Lennox.
O interrogador então revela a Kellar que as autoridades sempre souberam do envolvimento de Lennox na Sétima Onda. Kellar agiu de forma previsível, fazendo o que seu perfil dizia que faria, enquanto sua busca por Lennox era esperada e bem-vinda, mas Lennox ainda não foi morto. Kellar é informado de que uma falsa "morte" em um acidente de carro foi arranjada para ele fornecer cobertura para que ele pudesse continuar sua busca. O jogo termina com Kellar sendo instruído a se preparar para sua próxima missão.

## Recepção
Segundo algumas revistas especializadas, os gráficos de Black são comparáveis aos da 7ª geração de consoles.
Agregando sites de análise, GameRankings e Metacritic deram a versão de PlayStation 2, 79,62% e 79/100 respectivamente e a versão de Xbox: 77,38% e 77/100.
Em 2013, IGN colocou Black na 99º posição na lista das "100 Maiores Shooters".

## Sequência
O jogo termina com a história deixada em aberto tendo havido discussão sobre uma sequência, que seria intitulada Black: Second Mission, desenvolvida pela Criterion Games e distribuído pela Electronic Arts. O jogo, no entanto, foi cancelado.
Em uma entrevista, o co-criador e designer, Stuart Black revelou que os planos para Black 2 estavam em andamento, mas estão agora desmanteladas devido a diferenças com a Electronic Arts. Stuart Black e muitos dos desenvolvedores de Black trabalharam no já lançado Bodycount, um sucessor espiritual do jogo. Bodycount foi desenvolvido pela Codemasters e foi lançado para Xbox 360 e PlayStation 3 durante o 3º trimestre de 2011.